# Peru Peak Wilderness
L'aire sauvage Peru Peak Wilderness est une aire protégée située à l'intérieur de la forêt nationale des Montagnes Vertes, dans l'État du Vermont, aux États-Unis.  Le nom provient du Peru Peak, qui est le plus haut sommet de l'aire protégée.